# Evil Angel
Evil Angel és un estudi de cinema pornogràfic estatunidenc que fou creat el 1989 pel cineasta John Stagliano. Té la seu a Van Nuys, a l'estat de Califòrnia, als Estats Units. La companyia ha estat una de les empreses pioneres en la indústria de la pornografia gonzo des de finals dels anys vuitanta del segle xx, els seus films han guanyat nombrosos premis. És considerada com una de les productores de pel·lícules pornogràfiques més prolífiques dels Estats Units, és una empresa que domina el mercat de distribució de pel·lícules pornogràfiques en el país. Evil Angel és un dels estudis amb més volum de treball anual.

## Història

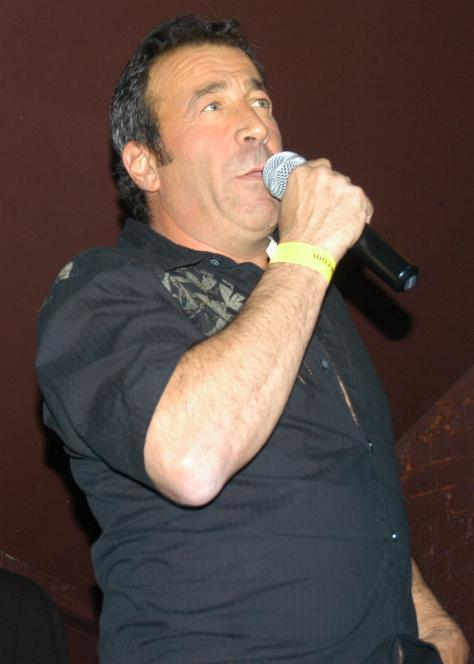
John Stagliano, director i fundador d'Evil Angel.

Evil Angel va néixer finals de la dècada dels anys vuitanta del segle xx, en un moment en el qual la indústria pornogràfica va duplicar les seves vendes, gràcies a la introducció de les pel·lícules en format VHS. Algunes productores com VCA Pictures ja portaven anys aconseguint beneficis a causa de la seva llarga llista de pel·lícules produïdes, i a les seves vendes en diferents plataformes. En aquest període de 1980, John Stagliano va començar a dirigir pel·lícules amb una despesa inferior als 10.000 dòlars, com Bouncing Buns, protagonitzada per Stacy Donovan. En 1989, Stagliano va decidir fundar l'empresa Evil Angel, després de passar cinc anys produint pel·lícules per altres companyies.
La primera pel·lícula de la companyia va ser Dance Fire, dirigida el 1989 per John Stagliano i protagonitzada per ell mateix al costat de Trinity Loren, Brandy Alexander i altres actors. El treball, gairebé oblidat, va ser llançat en DVD vint anys després de la seva estrena.
El 1989, Stagliano va filmar una pel·lícula en la qual l'actor duia una càmera, això va fer augmentar l'experiència visual dels espectadors. Aquesta perspectiva en primera persona venia influenciada per les pel·lícules dels anys seixanta com Blowup. La tècnica era en primera persona, es va desenvolupar com al que es coneix amb el nom de POV (de point of view, punt de vista) i amb el temps va passar a anomenar-se pornografia gonzo, aquest és un dels gèneres favorits de la marca Evil Angel, aquesta tècnica en primera persona, es fa servir en nombroses produccions del cinema pornogràfic. Gràcies a la nova tècnica, Stagliano va crear el personatge de Buttman, a qui va donar vida en la pel·lícula Adventures of Buttman.
Els primers lliuraments de Buttman van ser escrits, produïts, dirigits, editats, i fins i tot protagonitzats pel mateix Stagliano. A començaments de la dècada dels anys noranta del segle xx, Stagliano era un dels cineastes més destacats de la indústria pornogràfica. El 1990, al costat del també director Patrick Collins, va decidir fundar l'estudi Elegant Angel com una empresa filial d'Evil Angel. El 1991, Stagliano va establir una productora a São Paulo (Brasil).
Durant els anys noranta del segle xx, la companyia va començar a fer servir el lema "The Evil Empire" en els seus productes, en referència a la creixent producció del seu negoci, que el 1996, va arribar a vendre en 500.000 còpies. El 1996, a causa de diferències creatives, la parella Stagliano-Collins es va trencar, Collins va esdevenir el propietari d'Elegant Angel, una empresa que es va separar d'Evil Angel.

## Actors
Pels estudis d'Evil Angel han passat, al llarg dels anys, moltes actrius pornogràfiques, entre elles cal destacar-hi: Remy LaCroix, Asa Akira, Valentina Nappi, Jada Stevens, Misha Cross, Bonnie Rotten, Chanel Preston, Jynx Maze, A.J. Applegate, Riley Reid, Aidra Fox, Gabriella Paltrova, Maddy O'Reilly, Anikka Albrite, Juelz Ventura, Phoenix Marie, Veronica Avluv, Dana DeArmond, Índia Summer, Prinzzess, Kelly Divine, Tori Black, Ava Addams, Lisa Ann, Julia Ann, Sasha Grey, August Ames, Abella Danger, Penny Pax, Francesca Le, Dillion Harper, Angel Dark, Allie Haze, Sinn Sage, Dani Daniels, Mercedes Carrera, Abigail Mac, Angela White, Belladonna, Gianna Michaels, Madison Ivy, Kendra Lust, Stoya, Romi Rain, Anissa Kate, Franceska Jaimes, Monique Fuentes, Amarna Miller, Erica Fontes, Eva Notty, Eva Karera, Zafira, Carter Cruise, Adriana Chechik, Veruca James, Sylvia Saint, Cayenne Klein, Rita Faltoyano, Sara Luvv, Dina Jewel, Taylor Wane, Viva Style, Cindy Hope, Anjanette Astoria, Dava Foxx, Nikki Benz, Andy San Dimas, Anna Bell Peaks, Aletta Ocean, Amy Anderssen, Jayden James, Eva Angelina, Mia Malkova, Nadia Styles, Vicky Vette, Missy Martinez, Nina Hartley, Rebeca Linares, Sara Jay, Jessica Jaymes, Ana Foxxx, Sophie Dee, Samantha Bentley, Sophie Evans, Jennifer Luv, Rebecca Bardoux, Rayveness, Kylie Ireland, Black Angelika, Eve Laurence, Monica Mattos, Katja Kassin, Bionca, Julie Night, Joanna Angel, Skin Diamond, Bobbi Starr, Ashley Blue, Celeste, Syren De Mer, Katsuni o Alexis Texas, entre moltes altres.
Així mateix, Evil Angel també té un espai per les actrius transexuals, entre elles cal destacar a: Sienna Grace, Domino Presley, Aline Diniz, Bailey Jay, Kimber James, Sarina Valentina, Isabelly Ferraz, Foxxy, Eva Lin, Nina Lawless, Nathany Gomes, Nicole Bastiani, Natalie Mars, Brittany St. Jordan, Mia Isabella, Camyle Victoria, Natalie Foxx, River Stark, Renata Davila, Hazel Tucker, Kitty Kaiti, Kelly Klaymour, Yasmin Lee, Michelle Firestone, Kylie Maria, Kendra Sinclaire, Danny Bendochy, Venus Lux, Chelsea Marie, Carla Ferraz, Carla Novaes, Nadia Alekandra, Vaniity, Kalena Rios, Brenda Lohan, Bianca Sereia, Juliana Souza, Jaqueline Dark, Deborah Mastronelly, Aspen Brooks, Mandy Mitchell, Vixxen Goddess, Bianca Freire, Kananda Hickman, Kelli Lox, Jessy Dubai, etc.
El nombre d'actors pornogràfics que han treballat per l'empresa Evil Angel no és pas petit, cal destacar les participacions d'actors com Nacho Vidal, Toni Ribas, Rocco Siffredi, Mark Wood, Evan Stone, Mr. Pete, Connor Maguire, Christian XXX, Lexington Steele, Damien Thorne, Jasper Stone, Tommy Pistol, Marco Banderas, Mick Blue, Axel Braun, Manuel Ferrara, Tommy Gunn, Barry Scott, Erik Everhard, Steven St. Croix, Ramón Nomar, John Stagliano (el fundador d'Evil Angel), James Deen, Chris Strokes, Steve Holmes, Chander Corvus, Keni Styles, Justin Long, Jon Jon, Randy Spears, Tom Byron, T. T. Boy, Mr. Marcus, Prince Yahshua, etc.

## Directors
Evil Angel es diferencia dels altres estudis pornogràfics, en què als directors que treballen per a l'empresa poden ser els amos de les pel·lícules que han creat, i tots ells tenen un estil peculiar. Seguint un model desenvolupat per Stagliano, Evil Angel permet les llicències necessàries als cineastes en les seves pel·lícules, a més de pagar les despeses de producció, distribució, promoció i venda, a canvi d'un percentatge de les vendes. Alguns dels directors habituals de la marca són el propi Stagliano, John Leslie, Rocco Siffredi, Joey Silvera, Christoph Clark, Nacho Vidal, Jonni Darkko, Jake Malone, Jay Sin, Jazz Hart, Manuel Ferrara, Lexington Steele, Mike Adriano, Steve Holmes o Belladonna.

### Antics directors

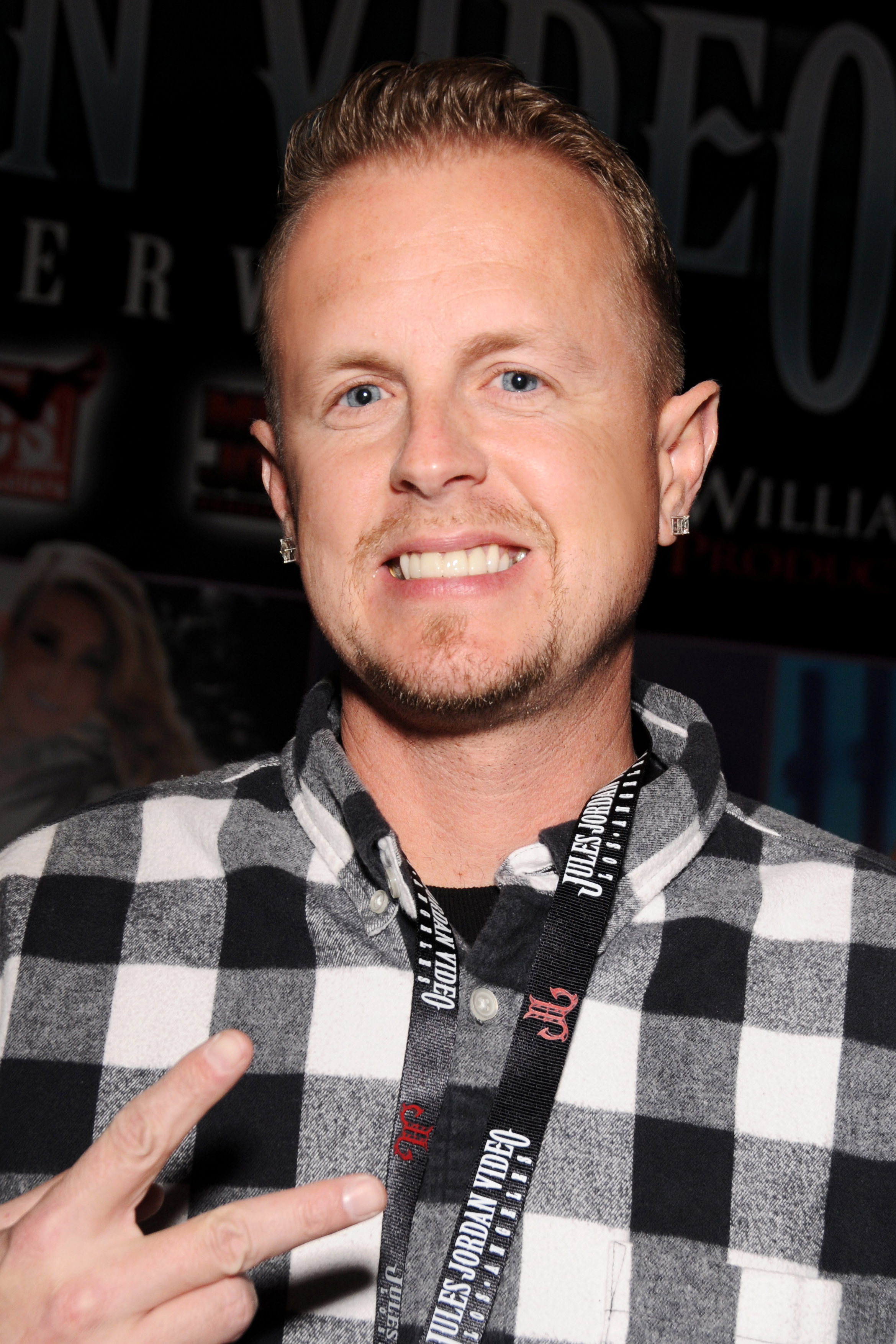
Jules Jordan.

Gregory Dark va deixar VCA Pictures al·legant "diferències creatives" en l'estiu de 1995, llançant aquest mateix any la seva productora Dark Works. Va començar a treballar amb Evil Angel en temes de distribució i en algunes pel·lícules després de les càmeres. La seva primera pel·lícula per a la marca va ser Sex Freaks, protagonitzada per Stephanie Swift, Lovette, Nyrobi Knights i Tom Byron. També va treballar en pel·lícules com Snake Pit o Best Of Gregory Dark. Després d'aquestes tres pel·lícules va deixar de col·laborar amb Evil Angel.
Un altre director que es va formar en Evil Angel va ser Jules Jordan, qui va entrar en 2001 i va dirigir i va produir vuit pel·lícules de la sèrie Ass Workship. En 2006 es va marxar de la companyia per fundar la seva pròpia empresa, Jules Jordan Video, on va continuar treballant en la producció deixada abans en Evil Angel.
Erik Everhard també va treballar anteriorment amb l'empresa, després de dirigir diverses pel·lícules per a productores com Anabolic Video, Diabolic Video i Net Light District Video. En 2005 va abandonar Net Light per incorporar-se a Evil Angel, encara que va durar poc, ja que va acabar unint-se al seu amic Jules Jordan en l'empresa de la seva signatura.

### Directors destacats

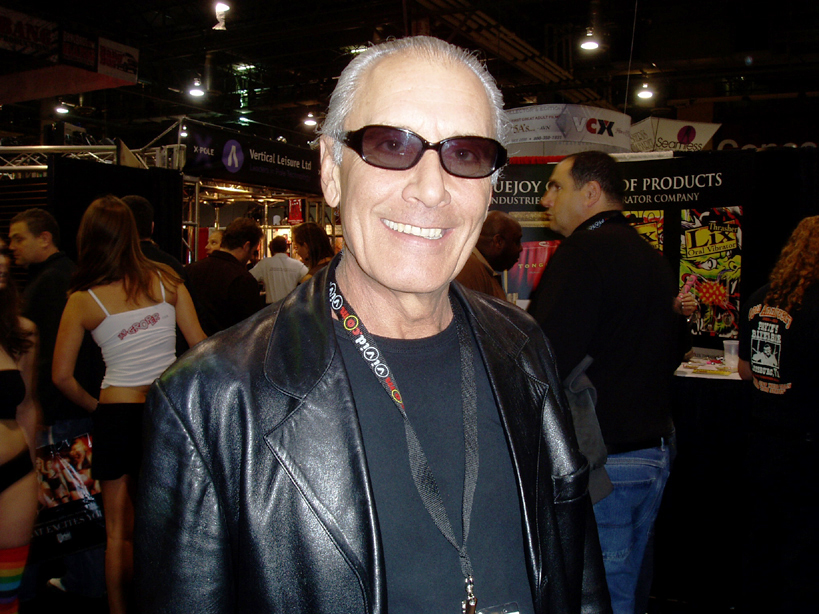
John Leslie.

Un dels pilars de la companyia és el seu creador i director John Stagliano, cineasta creador de diverses sagues serials de Buttman com Buttman at Nudes a Poppin, Buttman's Anal Dives, Buttman's Bend Over Babes, Buttman's Big Butt Backdoor Babes, algunes d'elles rodades a Nova Zelanda, República Txeca o Regne Unit, o potser la més coneguda i valorada de la seva filmografia: Fashionistas, pel·lícula reconeguda que va guanyar diversos premis de la indústria i que va catapultar a diversos dels seus protagonistes com Taylor St. Clair, Rocco Siffredi o Belladonna.

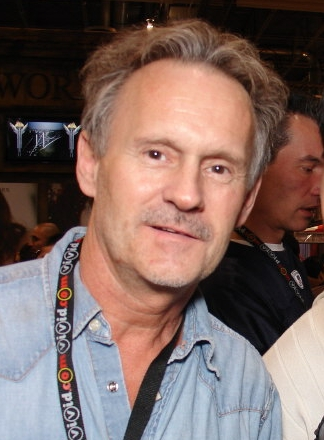
Joey Silvera.

John Leslie (1945 – 2010) va tenir una reeixida carrera com a actor porno. En els  anys 80 va signar per VCA Pictures per passar a Evil Angel el 1994, sent la seva primera pel·lícula dirigida per a la signatura Dog Walker. Per Evil Angel va desenvolupar diverses pel·lícules de temàtica vintage i gonzo com The Voyeur, Dirty Tricks, The Lecher, Crack Her Jack o Veronica Dona Souza: Some Piece of Ass entre unes altres. Les seves pel·lícules van donar a Evil Angel nombrosos premis de la indústria pornogràfica.

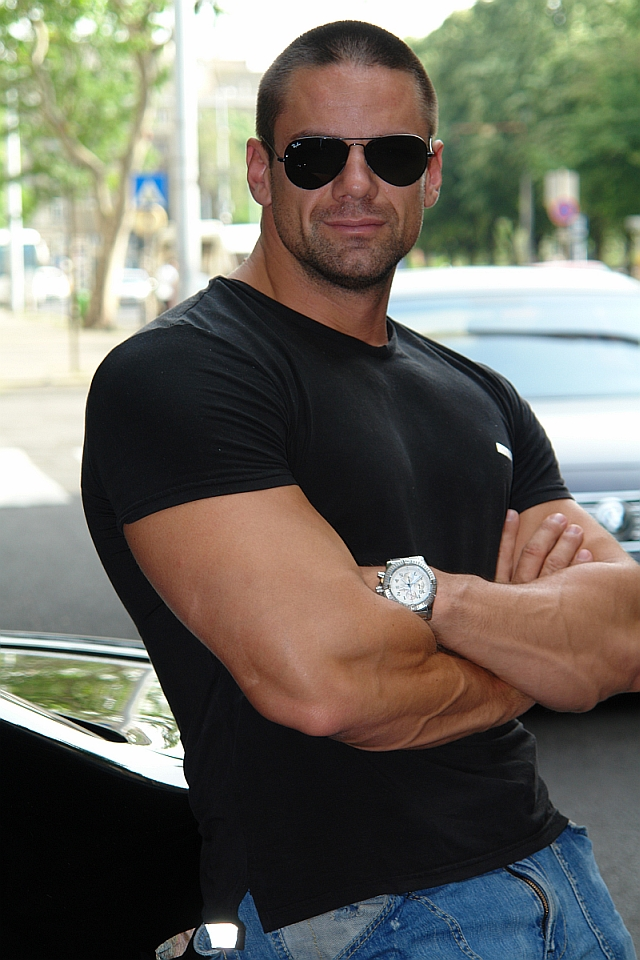
Raul Cristian.

L'actor i director italià Rocco Siffredi va començar a col·laborar després de les càmeres amb Evil Angel el 1994. A més de participar en diversos lliuraments de Buttman o Fashionistas, va començar la seva carrera com a director amb Sandy Insatiable, i ha dirigit altres com Rocco Never Dies, Ass Collector, Miss Erotica o Nacho vs Rocco, així com la saga Animal Trainer entre d'altres.

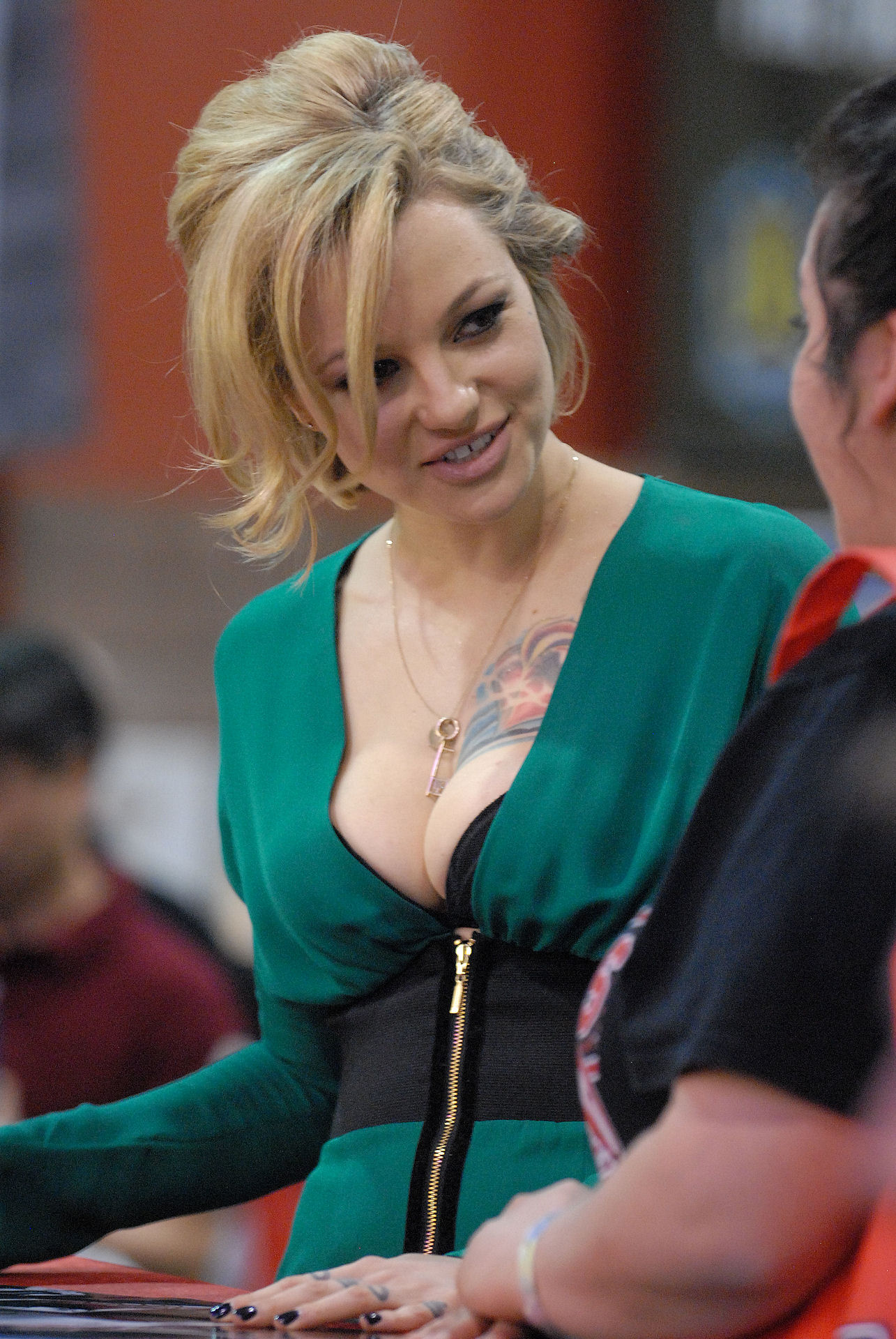
Belladonna, actriu i directora d'Evil Angel.

Joey Silvera va començar en Evil Angel el 1995. És responsable de pel·lícules com Black Power, Please!, Service Animals All-Stars, Strap Attack, Hellcats, Storm Squirters o Pink Hotel on Butt Row. És, a més, un dels directors més prolífers de la indústria pornogràfica en pel·lícules de sexe transsexual, amb diversos lliuraments de les sagues Rogue Adventures o Shemale Idol - The Auditions, a més de Shemale XTC, Shemale Police, Shemale Perverts o TS Factor.
Raul Cristian va entrar en l'empresa el 2007, dirigint pel·lícules serials com Ass Titans, Ass Traffic o Anal Attack, així com Cruel MILF, Live Gonzo o Sperm Swap.
Christoph Clark es va unir a la companyia el 1997. La seva primera pel·lícula va ser Euro Angels, i ha dirigit des de llavors diverses serials que inclouen sagues com Beautiful Girls, Angel Perverse, Dressed to Fuck, Big Natural Tits, Top Wet Girls, Euro Angels, Euro Domination o la cinta Christoph Clark's Obsession.
Nacho Vidal va entrar en l'estudi després de 2001. Anteriorment havia treballat com a actor en títols com Please! o Buttman & Rocco's Brazilian Butt Fest. Va treballar com a director per New Sensations, on va dirigir les sèries Killer Pussy i Blowjob Impossible. Amb Evil Angel ha dirigit films com Made In Brazil, Made In Xspaña, Nacho: Latin Psycho o The Cast. Nacho va crear en 2005 la marca Face Fuckers, el primer estudi de cinema pornogràfic gai. A més, ha produït diverses pel·lícules de sexe transsexual com She Plays With Her Cock, House of Shemales, Fucking Shemales, She Said Blow o Bang Bang Shemale.
Jonni Darkko, com Nacho Vidal, va començar dirigint per New Sensations. El 2004 va crear Darkko Productions i va començar a treballar amb Evil Angel. Va produir diversos serials de sexe POV i de sexe oral, sent algunes de les seves pel·lícules All About Ass, Anal Angels, Asian Fuck Faces, B For Bonnie, Boob Bangers, I For Eva, F for Francesca, G For Gianna, L For London, Lloeu Warriors, POV Jugg Fuckers o Sloppy Head, entre unes altres.
Belladonna va entrar en la companyia de la mà de la seva llavors parella Nacho Vidal. Evil Angel va acabar tenint els drets en exclusiva de la distribució dels títols de l'actriu sota les marques Belladonna Entertainment i Deadly Nightshade Production. Com actriu per a l'estudi va realitzar nombroses pel·lícules com Fashionistas, Ass Worship, Gina Lynn's DarkSide, Shemale Domination Nation o Weapons of Ass Destruction. Després de les càmeres, amb un contracte en exclusiva per Evil Angel, ha dirigit i protagonitzat nombrosos films, molts d'ells serials, com Manhandled, No Warning, Belladonna's Fucking Girls, Oddjobs, Party of Feet o Carbongirl.
Jake Malone va signar també un contracte d'exclusivitat amb Evil Angel el 2006. La seva primera pel·lícula va ser Fuck Slaves, protagonitzada per Sandra Romain i Sasha Grey. Des de llavors ha dirigit pel·lícules independents i serials com Blacksnake Bitches, Bitchcraft, I Wanna Be a Porn Star, Fetish Fuck Dolls, Gang Bang My Face, Teens Corrupted, We Suck!, Cum Face Fuck Dolls, Nice Fucking View, Crimes of the Cunt, Rookie Pussy o Own My Ass.
Manuel Ferrara va recalar en maig de 2006 en Evil Angel després de treballar com a cineasta dos anys per a Net Light District Video. Originalment, protegit per un tutor de pes en la indústria com és Rocco Siffredi, va començar la seva carrera com actor en l'empresa, participant en la "joia de la corona" de la productora, Fashionistas. La seva primera pel·lícula per Evil Angel va ser Evilution, producció de temàtica gonzo protagonitzada per Naomi Russell, Melissa Lauren i Nici Sterling. Des de llavors ha dirigit pel·lícules independents i serials com Fucked on Sight, Slutty and Sluttier, Evil Anal, Anal Expedition, Teen Cum Squad, Bangin' Black Boxes, Ass Attack, I'm Your Slut, Teen Cum Surprise o New Whores on the Block.
Jay Sin (nom artístic de Jason Wade Dejournett) va començar a treballar com a cineasta per Buttman Magazine Choice, filial d'Evil Angel, a principis de 2007, per la qual va dirigir pel·lícules com Milk Nymphos amb Annette Schwartz, Sophie Dee, Kelly Wells i Lexi Love. La primera pel·lícula que va dirigir pròpiament per Evil Angel va ser Gape Lovers 2 el 2008. Unes altres de les seves pel·lícules són Anal Buffet, Anal Lesbian Sweethearts, Cream Dreams, Deep Anal Abyss, Lollipop Lesbians, Pretty Sloppy, Three Gapeteers o la transsexual TS Playground, que comptava amb Kimber James, Eva Lin i Foxxy.
Jay Sin és conegut pels seus treballs de pornografia anal extrema, que inclou tècniques en alguns dels seus vídeos de prolapses rectals. El cineasta entén aquestes "particularitats" com la part "artística" de les seves pel·lícules, i afirma que la pornografia és per a ell "una forma de vida".